# Заречье (Хыровская городская община)
Заречье (укр. Заріччя) — село в Хыровской городской общине Самборского района Львовской области Украины.
Население по переписи 2001 года составляло 177 человек. Занимает площадь 0,345 км². Почтовый индекс — 82060. Телефонный код — 3238.